# ترا سکیوریتیز
ترا سکیوریتیز (انگلیسی: Terra Securities) شرکت خدمات مالی نروژی است، که در سال ۱۹۹۷ تأسیس شد.